# Fischlham
Fischlham ist eine Gemeinde in Oberösterreich im Bezirk Wels-Land im Hausruckviertel mit 1357 Einwohnern (Stand 1. Jänner 2024).

## Geografie
Fischlham liegt auf 353 m Höhe im Hausruckviertel. Die Ausdehnung beträgt von Nord nach Süd 7 km und von West nach Ost 5,1 km. Die Gesamtfläche beträgt 15,6 km². 18,6 % der Fläche sind bewaldet und 68,6 % der Fläche sind landwirtschaftlich genutzt.

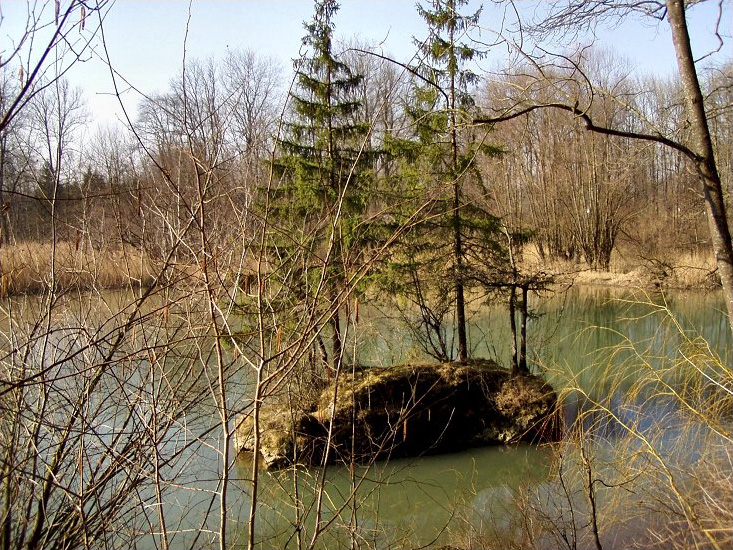
Entenstein in der Fischlhamer Au

- Naturschutzgebiet Fischlhamer Au mit dem Entenstein: Der Entenstein ist ein von zwei Fichten bewachsener Konglomeratblock in einem verschilften Altarm der Traun.

### Gemeindegliederung
Das Gemeindegebiet umfasst folgende neun Ortschaften (in Klammern Einwohnerzahl Stand 1. Jänner 2024):
- Eggenberg (60)
- Fischlham (401)
- Forstberg (97)
- Hafeld (489)
- Heitzing (22)
- Laherberg (37)
- Ornharting (43)
- Seebach (123)
- Zauset (85)

Die Gemeinde besteht aus den Katastralgemeinden Fischlham und Forstberg.
Die Gemeinde gehört zum Gerichtsbezirk Wels.

### Nachbargemeinden
| Edt bei Lambach          | Gunskirchen                                 | Steinhaus |
|                          | Kompassrose, die auf Nachbargemeinden zeigt |           |
| Bad Wimsbach-Neydharting | Steinerkirchen an der Traun                 |           |

## Geschichte
Im Jahr 1179 wird Fischlham erstmals als Vischenhaim (= Ansiedlung von Fischern) in einer Urkunde Papst Alexanders III. für das Stift Kremsmünster erwähnt.
Ursprünglich im Ostteil des Herzogtums Baiern liegend, gehörte der Ort seit dem 12. Jahrhundert zum Herzogtum Österreich. Seit 1490 wird er dem Fürstentum Österreich ob der Enns zugerechnet.
Während der Napoleonischen Kriege war der Ort mehrfach besetzt.
1895 bis 1897 lebte Adolf Hitler am Rauschergut in Hafeld und besuchte die Volksschule in Fischlham. Seit 1918 gehört der Ort zum Bundesland Oberösterreich. Nach dem Anschluss Österreichs an das Deutsche Reich am 13. März 1938 gehörte der Ort zum Gau Oberdonau.

### Einwohnerentwicklung
1991 hatte die Gemeinde laut Volkszählung 1088 Einwohner, 2001 dann 1258 Einwohner, mittlerweile beträgt die Bevölkerungsanzahl über 1300 Einwohner.

## Kultur und Sehenswürdigkeiten
- Schloss Bernau

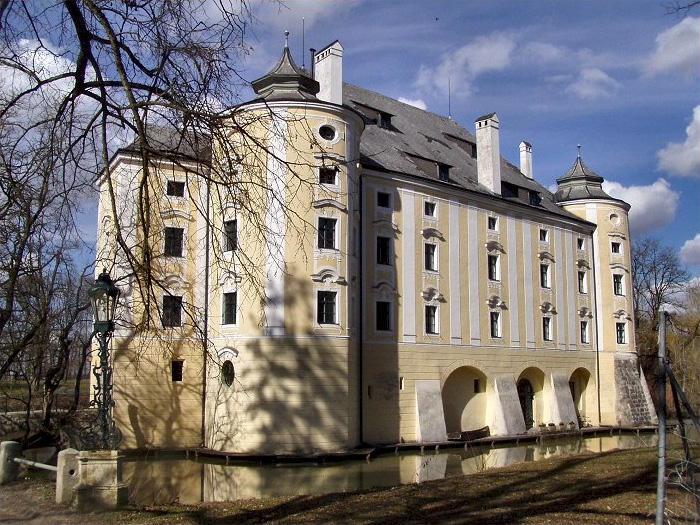
Schloss Bernau

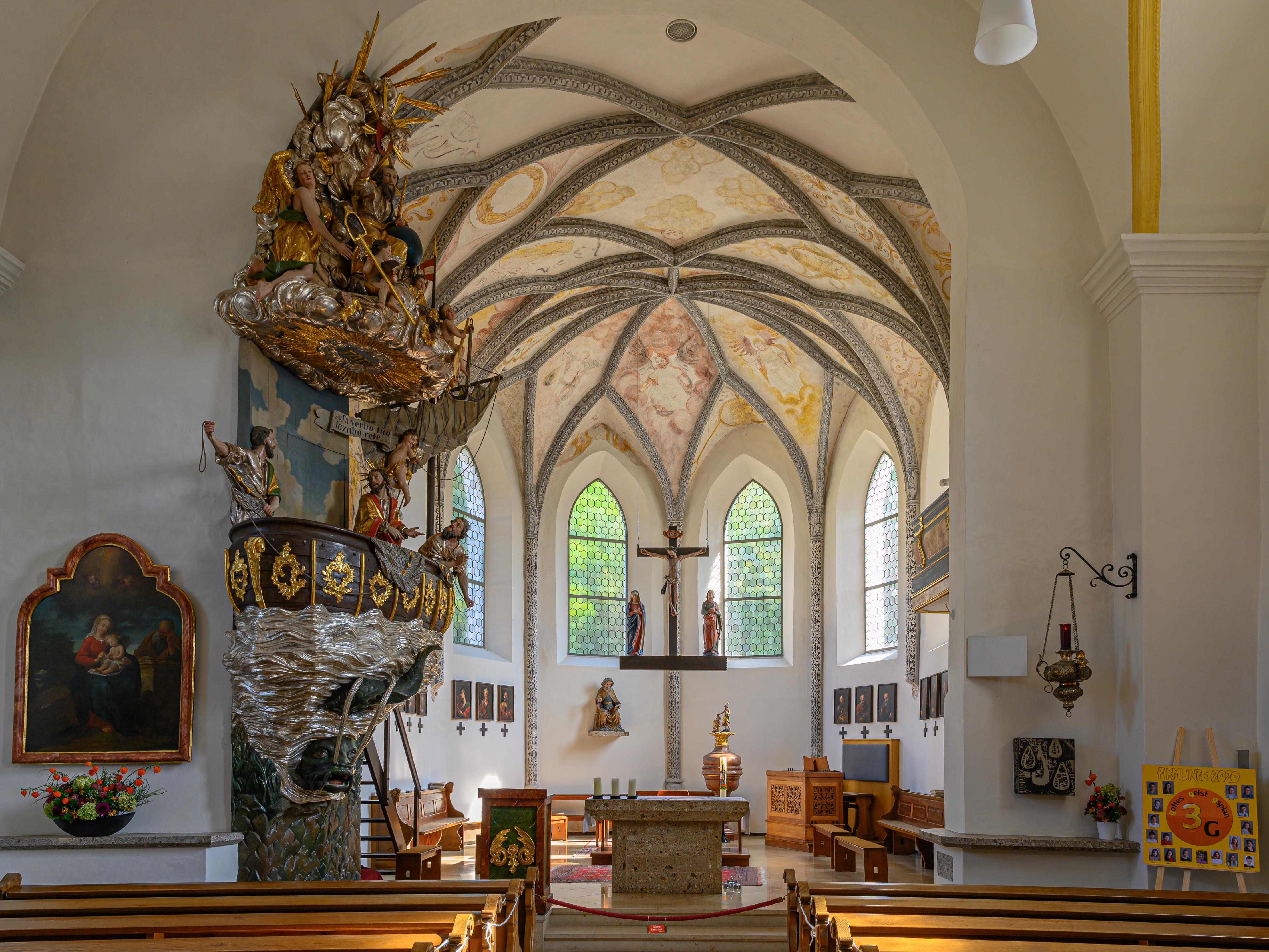
Fischerkanzel und Chor der Pfarrkirche Fischlham

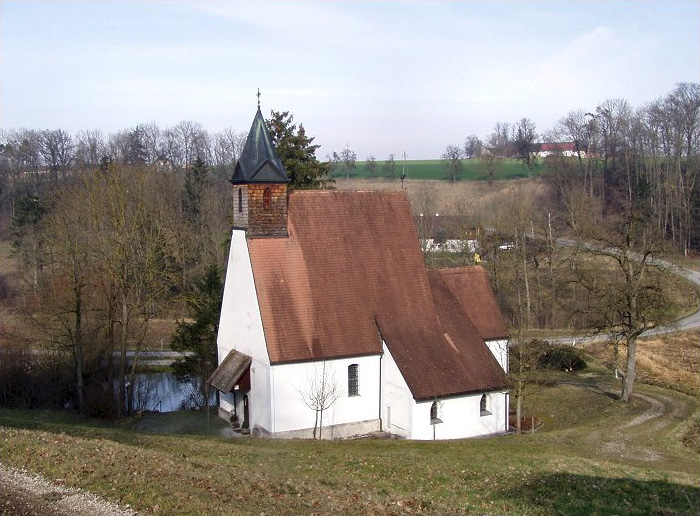
Filialkirche St. Georgen im Schauertal

- Katholische Pfarrkirche Fischlham hl. Petrus: Der gotische Bau besitzt einen netzrippengewölbten Chor und ein barockisiertes Langhaus. Die Fischerkanzel in Form des „Schifflein Petri“ aus dem Jahr 1759 wurde vom Lambacher Bildhauer Franz Xaver Leithner und vom Lambacher Maler Adam Racher gestaltet. Die Fischlhamer Fischerkanzel ist eine von sechs Kanzeln in dieser Art in Österreich.
- Schloss Bernau: Das Wasserschloss ist ein rechteckiger Bau aus der Mitte des 16. Jahrhunderts mit vier runden Ecktürmen, die spätbarocke pagodenartige Dächer haben. Das Schloss wurde kürzlich vollständig restauriert.
- Katholische Filialkirche St. Georgen im Schauertal: In der Wallfahrtskirche sind Seccomalereien aus dem 14. Jahrhundert zu sehen.

## Politik
Der Gemeinderat hat 19 Mitglieder.
- Mit den Gemeinderats- und Bürgermeisterwahlen in Oberösterreich 2003 hatte der Gemeinderat folgende Verteilung: 13 ÖVP, 5 SPÖ und 1 FPÖ.
- Mit den Gemeinderats- und Bürgermeisterwahlen in Oberösterreich 2009 hatte der Gemeinderat folgende Verteilung: 14 ÖVP, 4 SPÖ und 1 FPÖ.
- Mit den Gemeinderats- und Bürgermeisterwahlen in Oberösterreich 2015 hatte der Gemeinderat folgende Verteilung: 11 ÖVP, 4 FPÖ und 4 SPÖ.
- Mit den Gemeinderats- und Bürgermeisterwahlen in Oberösterreich 2021 hat der Gemeinderat folgende Verteilung: 9 ÖVP, 7 Fischlhamer Bürgerinitiative (FIBI), 2 FPÖ und 1 SPÖ.[3][4]

### Bürgermeister
- 1977–2009 Jakob Auer (ÖVP)
- 2009–2021 Franz Steininger (ÖVP)
- seit 2021 Klaus Lindinger (ÖVP)[5]

### Wappen
Offizielle Beschreibung des 1981 verliehenen Gemeindewappens: In Blau übereinander drei goldene Fische, dazwischen zwei goldene Wellenleisten. Die Gemeindefarben sind Blau-Gelb-Grün.
Die Fische symbolisieren als redendes Wappen den Ortsnamen, die beiden Wellenleisten stehen für die Traun und die Alm, die die Nordwest- und Westgrenze der Gemeinde bilden.

## Persönlichkeiten

### Söhne und Töchter der Gemeinde
- Paula Hitler (* 21. Jänner 1896 in Hafeld; † 1. Juni 1960 in Berchtesgaden), einzige leibliche Schwester von Adolf Hitler
- Anna Pabinger (* 28. Oktober 1988), Triathletin und Leichtathletin